# アヤトビウオ
アヤトビウオ（綾飛魚）、学名：Cypselurus poecilopterus crassus は、ダツ目トビウオ科に分類される魚類。

## 分布
太平洋の熱帯海域に広く生息し、日本では房総半島以南の太平洋で多く見られる。

## 形態
全長約20-27cm。他のトビウオ科のものと比べ、体高に比した体長が短く、ずんぐりとした体型をしている。トビウオ類には珍しく、派手な胸鰭を持つ。胸鰭は黄色で茶色の斑点模様があり、英名の由来となっている。胸鰭以外の鰭は透明で、斑紋を持たない。

## 生態
黒潮の影響のある沿岸から沖合の表層に住み、動物プランクトンを餌とする。
日本近海では初夏から南日本に現れる。6月から8月にかけて、沖縄から伊豆七島に現れ、定置網や刺し網で漁獲される。8月から9月には房総半島に達し、その後南下すると考えられている。

## 別名
モントビウオ（紋飛魚、文飛魚）モンツキ（紋付、文付）、セミトビ、ホシトビ、ガタなど。